# パチスロ北斗の拳 天昇
『パチスロ北斗の拳 天昇』（パチスロほくとのけん てんしょう）は、サミーが2019年11月に発売した6号機のパチスロ。

## 概要
漫画・アニメ作品『北斗の拳』とのタイアップ機で、シリーズ初の6号機の新作となる。シリーズとしては『パチスロ北斗の拳 修羅の国篇 羅刹ver.』以来の新作となるが、正統な後継機としては『パチスロ北斗の拳 新伝説創造』以来となる。
『初代北斗の拳』（以下「初代」と表記）と『パチスロ北斗の拳 修羅の国篇』に登場したキャラクターが登場。

## ゲームシステム
初の6号機であるが、本作でもシリーズ伝統の通常時「中押し」を引き続き採用している。
本作では「北斗カウンター」が廃止、それに代わるシステムとして、緑カウンター相当のCZ「断末魔ZONE」と赤カウンター相当のCZ「世紀末ZONE」を搭載している。「断末魔ZONE」は規定ゲーム数の消化で突入するCZで、「世紀末ZONE」は通常時に貯まる世紀末ポイント1000pt到達で突入するCZである。
通常時は0 - 100ゲームでのみ滞在する「荒野ステージ」を経て、CZ経由で「激闘BONUS」を目指す。「荒野ステージ」滞在中は、世紀末ポイント高確率ゾーンの「七星CHARGE」突入と、激闘BONUS突破の鍵を握る「昇舞魂」獲得を高確率で抽選する。激闘BONUS突破でATが当選する。
また、荒野ステージの区間は、有利区間移行後は6号機の短期出玉率と短中期出玉率をクリアするためにボーナス&AT当選が極めて低確率、AT非当選時に有利区間を引き継いだ場合はボーナス高確のチャンスゾーンとなっている。この100ゲーム以内で激闘BONUSに自力当選した場合は、「撃破昇舞魂」が1つないしは2つ貰えるため、突破しやすくなる。
尚、本機は設定変更後、有利区間移行後1000ゲーム以内にボーナスが2回当選した場合、AT終了後に有利区間がリセットされる。

## ボーナス・AT
激闘BONUS
通常時の当選は基本的に「激闘BONUS」となる。ボーナス突入前に貯めた「昇舞魂」でバトル勝利確率を上げる。前半パートは押し順ナビによる出玉獲得、後半パートはバトルの構成で、3回のバトルに勝利することで後述のATに当選する。1回目のバトルで対戦キャラクターが選ばれた時点で、2回目以降のバトルは1回目に選ばれたキャラクターが必ず選ばれる(例外として、1人目のキャラクターにジャギが選ばれた場合は2人目以降は別のキャラクターが選ばれる)。このように、2回目以降のバトルの対戦キャラクターを1回目の対戦キャラクターと同一にすることで、3人のバトルを1回のボーナスに詰め込むのではなく、1人のバトルを最大で3回に分けることで違和感の無い演出設計がされている。
同ボーナス時は、子役レベルとバトルレベルの2つで管理されており、子役レベルはその小役入賞及び書き換え確率当選時に勝利書き換えを行い、バトルレベルは各バトル開始時にレバーオンで勝利の可否を判定するレベル。共に最高は10で、バトルレベルの方は一戦勝利ごとにリセットされる。例として、小役レベルが7・バトルレベルが1の場合、勝利期待度は80%となる。
突破した場合、そのゲームの第3リール停止後にPUSHボタンを押すことで勝利契機を確認することができる。逆に、敗北したとしてもPUSHボタンを押して勝利契機が出現した場合は逆転勝利が確定する。
有利区間移行後のボーナス当選はAT非突入で有利区間が引き継がれる。引き継がれた場合は、次回のボーナス当選までのゲーム数が、1000-ボーナス当選時のゲーム数に短縮される。天井ゲーム数で当選した場合はAT非突入で次回チャンスモードが確定する。尚、有利区間移行後1000ゲーム以内に2回目のボーナスが当選した場合は、AT非突入時ないしAT終了後に有利区間がリセットされる。
真・天昇RUSH
本作の出玉契機となる純増約6.3枚のAT。継続率は公表では約85%とされているが、厳密には継続率管理ではなく、3段階のATレベルで管理されており、後述の北斗揃いでない場合の、基本的なATレベルは1もしくは2が選択される。ATは1ラウンド7G単位で管理されており、AT突入時は2ラウンドの継続が約束されている。所持しているラウンド消化中に内部保留の昇格抽選を行い、ラウンド消化後は7Gの引き戻しゾーンで成立役と内部保留を参照してラウンドの獲得抽選を行う。ラウンド獲得で見事AT継続となる。ATは継続を重ねる毎に継続期待度が徐々に低下していくが、ATレベルが高ければ高いほど低下し難い。
「世紀末モード」と「修羅モード」の2つがあり、開始前に任意で選択可能。バトル時演出期待度は、ラウンド開始前に左下のサブ液晶でカスタマイズすることができる。AT終了後は有利区間がリセットされる。
「修羅モード」は、ラウンド中に保留を昇格させ、ラウンド終了後の転生ZONEでその保留を使いバトルでラウンド獲得成否を判断する。勝利した分、次のラウンドで保留が強化しやすくなる。
「世紀末モード」は、滞在ステージによってラウンド継続期待度が変わり、消化後のBATTLE ZONEで勝利すればラウンド獲得および継続となる。
なお、共通して継続できず終了画面が表示されている時に第1・第2リール停止のいずれかで流星が流れれば復活確定となる。
獲得枚数が1200を超えたときの一部で「昇天モード」が発動する。見た目では判別出来ないが、このモードが発動した場合は、カイオウ（修羅）・ラオウ（世紀末）の昇天演出が発生するまで無条件でATが継続する、即ち有利区間の完走が確定する。
BATTLE BONUS
北斗図柄揃いで突入するボーナス。バトル勝利でATのROUNDストックを獲得する特化ゾーンも兼ねる。終了後には真・天昇RUSHに突入するが、最高ATレベルの3が選択されるため、「昇天モード」非当選の場合でも、完走を狙うことも十分可能となっている。